# 샬렉스
샬렉스 (Challex)는 프랑스 오베르뉴론알프 앵주의 코뮌이다. 샬렉스에 사는 사람은 '샬레지앙 / 샬레지엔' (Challaisiens / Challaisiennes)이라 부른다.

## 지리
샬렉스는 높은 언덕 위에 자리해 있어 론 계곡의 경치를 즐길 수 있다. 샬렉스의 토지는 농경지가 주를 이루며 샤셀라 포도농장으로 이름나 있다. 코뮌내 마을로는 바라크 (Baraques), 마롱지 (Marongy), 뮈셀 (Mucelle)이 있다.
스위스와의 국경과 접한 마을이기도 하며, 샹시, 아뷜리, 다르다니 등의 마을과 국경선을 사이에 두고 접해 있다. 동쪽으로는 페롱, 푸니 등의 마을과 경계를 접한다.

## 역사
샬렉스라는 지명은 칼리아쿰 (Calliacum)이라는 라틴어에서 기원하였으며, 울타리 친 곳이라는 의미를 갖고 있다. 지금의 프랑스어로 치면 '샬레' (Chalet)라고 할 수 있다.
지금의 이름이 된 것은 1793년으로, 그 이전까지는 샬루아 (Chaloiy), 샬로시움 (Chalosium), 샬로스 (Challoes), 샬레 (Chalais) 등의 이름으로 불려왔다.

## 인구
| 연도 | 인구  | ±%    |
| ---- | ----- | ----- |
| 2005 | 1,051 | —     |
| 2006 | 1,059 | +0.8% |
| 2007 | 1,073 | +1.3% |
| 2008 | 1,124 | +4.8% |
| 2009 | 1,174 | +4.4% |
| 2010 | 1,225 | +4.3% |
| 2011 | 1,268 | +3.5% |
| 2012 | 1,389 | +9.5% |
| 2013 | 1,385 | −0.3% |
| 2014 | 1,377 | −0.6% |
| 2015 | 1,370 | −0.5% |
| 2016 | 1,450 | +5.8% |

## 같이 보기
- 앵 주의 코뮌 목록